# Jorma Etelälahti
Jorma Etelälahti, född den 17 november 1951, är en före detta finsk landslagsman i Nordisk kombination, som är en sport bestående av backhoppning samt längdåkning. Etelälahti vann silver i stafetten 3 x 10 km vid Världsmästerskapen i nordisk skidsport 1982.

## Fotnoter
1. ↑  Les-Sports.info, The-Sports.org utövar-ID: 101943, läst: 13 maj 2020.[källa från Wikidata]
2. ↑  FIS databas, FIS-ID för utövare av nordisk kombination: 98211, läst: 26 april 2022.[källa från Wikidata]